# 9 Января
9 Января́ — село в Оренбургском районе Оренбургской области. Административный центр Красноуральского сельсовета.

## География
Село находится на расстоянии 12 км к западу от города Оренбург, административного центра области.
Часовой пояс
Село имени 9 Января как и вся Оренбургская область, находится в часовой зоне МСК+2. Смещение применяемого времени относительно UTC составляет +5:00.

## История
Основано в советский период. Название дано по сельскохозяйственному предприятию.

## Население
| 2002 | 2010  | 2014  | 2021  |
| ---- | ----- | ----- | ----- |
| 2389 | ↗3382 | ↗4321 | ↗5914 |

Проживают русские, татары, казахи, башкиры.

## Религия
Православные храмы
- Церковь Илии Пророка